# 物理评论快报
《物理评论快报》（英語： Physical Review Letters，简称PRL），也译作物理报导期刊、物理評論快訊，是一本声誉卓著的物理学期刊，自1958年起开始由美国物理学会出版。该刊是从物理评论延伸出来的刊物。
《物理评论快报》限定于短篇的文章，也称为报导（Letters）或快报、快訊，一篇文章最多只有4到5页长而已。